# Graus de l'Exèrcit Imperial Japonès durant la Segona Guerra Mundial
Les taules següents mostren les divises (insígnies de grau) de l'Exèrcit Imperial Japonès abans i durant la Segona Guerra Mundial. Es lluïen a les espatlles o sobre el coll. Usaven els mateixos graus tant l'Exèrcit Imperial com la Marina Imperial, amb l'única distinció de l'ús del mot Rikugun (Exèrcit) o Kaigun (Marina) abans del grau. Així doncs, un capità de la Marina compartia la mateixa designació de grau que un coronel de l'Exèrcit: "Rikugun Taisa" per a un coronel de l'Exèrcit i "Kaigun Taisa" per a un capità naval.

## Generals, caps i oficials
| Rang | Exèrcit Imperial Japonès     | Exèrcit dels Estats Units | Exèrcit britànic (i Commonwealth) |
| --- | ---------------------------- | ------------------------- | --------------------------------- |
| Gran Mariscal 大元帥、陸軍大将 Daigensui-Rikugun-Taishō                                                     |                              | sense equivalent          | sense equivalent                  |
| OF-10 Mariscal de Camp 元帥、陸軍大将 Gensui-Rikugun-Taishō (US:General de l'Exèrcit; UK: Mariscal de Camp) | Insígnia de Mariscal de Camp | Mariscal de Camp          | Mariscal de Camp                  |
| OF-9 General de Cos d'Exèrcit 陸軍大将 Rikugun-Taishō (US: General; UK: General)                            | General                      | General                   | General                           |
| OF-8 General de Divisió 陸軍中将 Rikugun-Chūjō (US: Tinent General; UK: Tinent General)                     | Tinent General               | Tinent General            | Tinent General                    |
| OF-7 General de Brigada 陸軍少将 Rikugun-Shōshō (US: Major General; UK: Major General)                      | Major General                | Major General             | Major General                     |
| OF-6 Brigadier General (US:Brigadier General; UK: Brigadier)                                                | sense equivalent             | General de Brigada        | Brigadier                         |
| OF-5 Coronel 陸軍大佐 Rikugun-Taisa                                                                         | Coronel                      | Coronel                   | Coronel                           |
| OF-4 Tinent Coronel 陸軍中佐 Rikugun-Chūsa                                                                  | Tinent Coronel               | Tinent Coronel            | Tinent Coronel                    |
| OF-3 Comandant 陸軍少佐 Rikugun-Shōsa (US:Major; UK: Major)                                                 | Comandant                    | Comandant                 | Comandant                         |
| OF-2 Capità 陸軍大尉 Rikugun-Tai-i                                                                          | Capità                       | Capità                    | Capitá                            |
| OF-1 Tinent 陸軍中尉 Rikugun-Chūi                                                                           | Tinent                       | Tinent                    | Tinent                            |
| OF-1 Alferes 陸軍少尉 Rikugun-Shōi                                                                          | Alferes                      | Alferes                   | Alferes                           |

## Sotsoficials i Tropa
| Rango | Exèrcit Imperial Japonès | EUA                | UK i Commonwealth                       |
| --- | ------------------------ | ------------------ | --------------------------------------- |
| OR-9 Sots-oficial Major Al Regne Unit està dividit en dues classes: Sots-oficial de Primera Classe i Sots-oficial de Segona Classe 准尉 Jun-i | Sots-oficial Major       | Sots-oficial Major | Sots-oficial Major · Sots-Oficial Major |
| OR-8 Sergent Major | sense equivalent         | Sergent Major      | Sergent Major · Sergent Major           |
| OR-7 Sergent de Primera classe 曹長 Sōchō | Sergent Primer           | Sergent Primer     | Sergent Primer                          |
| OR-6 Sergent 軍曹 Gunsō | Sergent                  | Sergent            | Sergent                                 |
| OR-5 Caporal Major 伍長 Gochō | Caporal Major            | Caporal Major      | sense equivalent                        |
| OR-4 Caporal de Primera classe 兵長 Heichō | Caporal Primer           | Caporal Primer     | Caporal Primer                          |
| OR-3 Caporal 上等兵 Jōtōhei | Caporal                  | Caporal            | Caporal                                 |
| OR-2 Soldat de Primera classe 一等兵 Ittōhei                                                                                                  | Soldat de Primera        | sense divisa       | Sense divisa                            |
| OR-1 Soldat 二等兵 Nitōhei | Soldat                   | Sense divisa       | Sense divisa                            |